# Марк Донской
Марк Семьонович Донско̀й (на руски: Марк Семёнович Донско́й) е руски режисьор.

## Биография
Той е роден на 6 март (21 февруари стар стил) 1901 година в Одеса в еврейско семейство. Завършва право в Кримския университет „Михаил Фрунзе“ в Симферопол, след което работи като следовател и адвокат. С кино започва да се занимава в средата на 20-те години, а през 1935 година режисира първия дублаж на филм в Съветския съюз. Получава Сталинска награда през 1941 (за филмите „Детство Горького“ и „В людях“), 1946 (за филма „Дъга“, „Радуга“) и 1948 година (за филма „Сельская учительница“). Филмът му „Мать“ (1955) е номиниран за Златна палма на Фестивала в Кан.
Марк Донской умира на 21 март 1981 година в Москва.